# Dobieszów (powiat kędzierzyńsko-kozielski)
Dobieszów (niem. Dobischau, 1936-1945 Hochmühl)– wieś w Polsce położona w województwie opolskim, w powiecie kędzierzyńsko-kozielskim, w gminie Pawłowiczki. W 2011 liczba mieszkańców we wsi Dobieszów wynosiła 176.
W latach 1975–1998 miejscowość należała administracyjnie do województwa opolskiego.
We wsi znajdował się Zakład Rolny Dobieszów Sp. z o.o. (PGR), który po likwidacji został zakupiony przez Przedsiębiorstwo Handlowo-Usługowe Agropol Sp. z o.o.

## Nazwa
Nazwa należy do grupy nazw patronomicznych i pochodzi od staropolskiego męskiego imienia jej założyciela Dobiesława. Heinrich Adamy swoim dziele o nazwach miejscowości na Śląsku wydanym w 1888 roku we Wrocławiu wymienia jako najstarszą zanotowaną nazwę miejscowości Dobieszowe podając jej znaczenie "Dorf des Dobieslaw" czyli po polsku "Wieś Dobiesława".
Spis geograficzno-topograficzny miejscowości leżących w Prusach z 1835 roku, którego autorem jest J.E. Muller notuje polską nazwę miejscowości Dobieszowe oraz niemiecką nazwę - Dobischau.
Konstanty Damrot w swojej pracy o śląskim nazewnictwie z 1896 roku wydanej w Bytomiu. Wymienia dwie nazwy: polską "Dobieszewo" oraz zgermanizowaną "Dobischau".

## Historia
Od końca XVIII w. do 1933 roku na pieczęci gminnej przedstawiono wizerunek jelenia w skoku w prawo